# Waldstraße 4 (Gräfelfing)

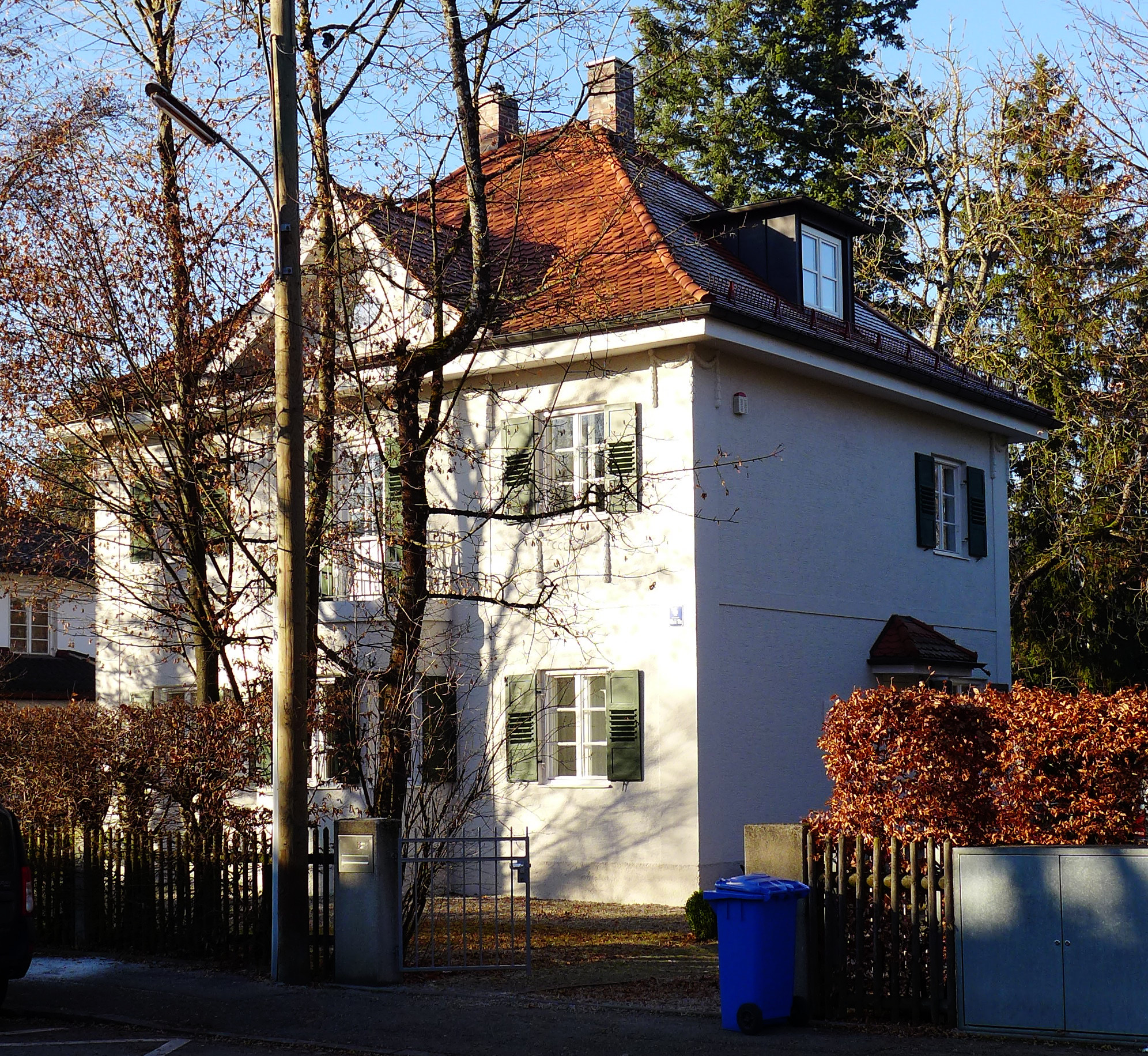
Villa Waldstraße 4 in Gräfelfing

Das Gebäude Waldstraße 4 in Gräfelfing, einer Gemeinde im oberbayerischen Landkreis München, wurde um 1910 errichtet. Die Villa ist ein geschütztes Baudenkmal.
Der zweigeschossige Putzbau mit Walmdach, Fassadendekor und eisernen Balkone wurde im neobarocken Stil errichtet.